# Adrian Scarlatache
Adrian Manuel Scarlatache (n. 5 decembrie 1986, București, România) este un fotbalist român retras din activitate, care a jucat pe post de fundaș la echipe ca Dinamo, Khazar Lankaran și Mioveni. Pe plan internațional, are prezențe la națională pentru România Sub-21. Poate evolua pe orice post de fundaș (stânga, central sau dreapta) sau mijlocaș de acoperire. 
Adrian Scarlatache este un produs al centrului de juniori de la Dinamo, dar și-a făcut debutul în Liga I la Pandurii Târgu Jiu, la data de 7 august 2005, într-un meci cu Farul Constanța.
A jucat peste 70 de partide în Liga 1 și peste 40 de partide la loturile naționale de juniori și tineret ale României.
Modelul său este fostul dinamovist și internațional român Cosmin Contra.

## Palmares
Dinamo București
- Liga I (1): 2006-07
- Cupa României (1): 2011-12

Khazar Lankaran
- Cupa Azerbaidjanului (1): 2011
- Supercupa Azerbaidjanului (1): 2013

Astra Giurgiu
- Liga I (1): 2015-16